# Implosiva palatale sonora
L'implosiva palatale sonora è una consonante rappresentata dal simbolo [ʄ] nell'alfabeto fonetico internazionale (IPA). Il simbolo è simile a quello dell'occlusiva palatale sonora, con la leggera differenza di essere allungata e curvata. Una lettera molto simile è <ƒ>, anche se rovesciata.

## Caratteristiche
La consonante implosiva palatale sonora presenta le seguenti caratteristiche:
- il suo modo di articolazione è occlusivo, perché questo fono viene prodotto all'occlusione del canale orale (la bocca), seguita da un brusco rilascio (esplosione). Inoltre, poiché anche la consonante è orale, senza uscita nasale, il flusso d'aria è completamente bloccato e la consonante è occlusiva.
- il suo luogo di articolazione è palatale, perché nel pronunciare tale suono il dorso della lingua tocca il palato.
- è una consonante sonora, in quanto questo suono è prodotto con la vibrazione delle corde vocali.
- è una consonante orale, cioè che l'aria può uscire soltanto dalla bocca.
- è una consonante centrale, cioè che è prodotta facendo passare l'aria attraverso il centro della lingua, anziché nei suoi lati.
- il meccanismo del flusso d'aria è implosivo (ingressivo glottalico), cioè che viene prodotto aspirando aria pompando la glottide verso il basso. Poiché è sonora, la glottide non è completamente chiusa, ma consente la fuoriuscita del flusso d'aria polmonare.

## Nelle lingue

### Swahili
In lingua swahili è rappresentata con la grafia <j> come nella parola "jana" [ʄana], "ieri". La consonante è però allofono di [dʒ].

### Wu
Nel dialetto Jinhui della lingua wu è presente nella parola "家" [ʄiɑ˥˧], "domestico".

### Serer
In Lingua serer è rappresentata con la grafia <ƈ>, oppure con la grafia <ࢢَ> come nella parola "ƈaar"/"ࢢَارْ" [ʄaːɾ], "avere la tigna".